# 地球のエネルギー収支

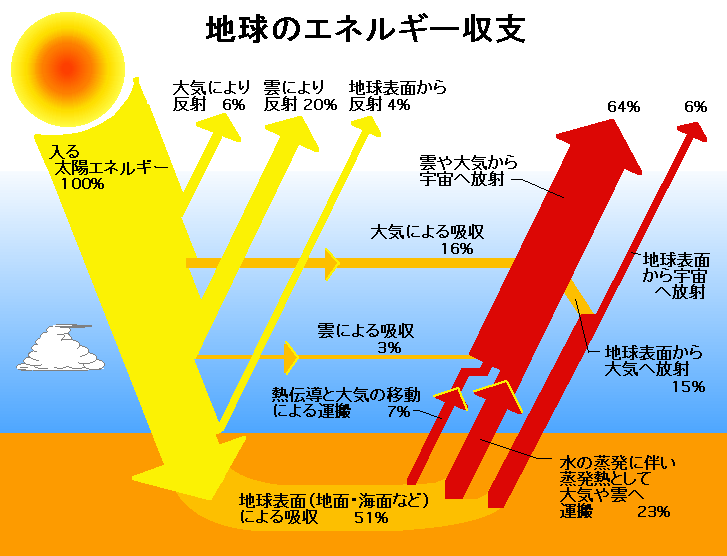
地球のエネルギー収支を簡略化した図(NASAによる)

地球に入ってくる全てのエネルギーと地球から出ていく全てのエネルギーは、地球のエネルギー収支という1つの物理的なシステムと考えることができる。
地球が得るエネルギーの合計と、放出するエネルギーの合計は等しく、均衡が保たれている。

## エネルギー収支の詳細

### 得るエネルギー

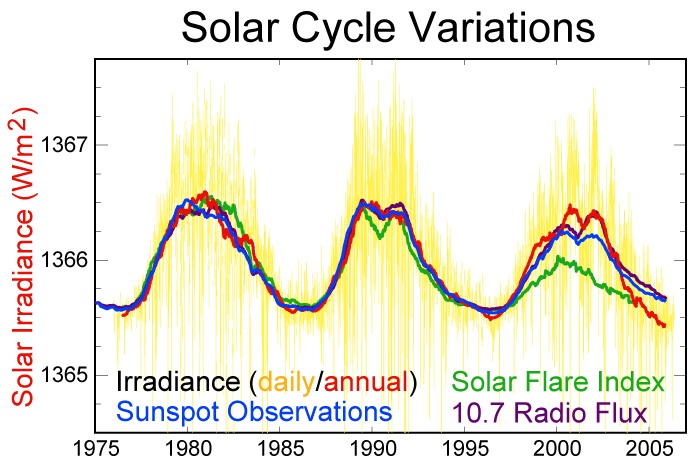
太陽活動と太陽定数の変化

地球の大気に入る（地球の大気に放射される）エネルギーの総量はおよそ174ペタワット（174 PW、=17京4000兆ワット）である。その詳細は以下のとおりである。
- 太陽放射（全体の99.97 %、約174ペタワット、放射照度では約340 W/m2）
  - 約340 W/m2という値は、「昼」の部分に偏って当たる太陽放射を大気全体の平均に換算したもので、実際には「昼」の部分全体に平均して約680 W/m2のエネルギーが入ることになる。
  - また、昼の部分であっても緯度や時刻によって太陽放射の角度（方位角と高度）が異なるため、場所や時刻によってこの値は変わる。この値が最大となるのは太陽が天頂にきたときで、約1,366 W/m2である（太陽定数として知られている）。太陽活動の周期的な変化に伴って太陽定数も変化しているが、変動の幅は1 - 3 W/m2前後であり、大きな変化ではない（図参照）。
- 地熱エネルギー（0.025 %、約44テラワット、約0.08 W/m2）
  - 地球内部の放射性崩壊で発生した熱がもととなったエネルギーが約半分。火山地帯などではこのエネルギーが増加する。
- 潮汐によるエネルギー（0.002 %、約3テラワット、約0.0059 W/m2）
  - 太陽や月などの他の天体と地球がお互いの引力で引き合う潮汐力によって生み出されるエネルギー。
- 化石燃料の燃焼によるエネルギー（約0.007 %、約13テラワット、約0.025 W/m2）

ワットは1秒間に使われるエネルギー（ジュール）を表すので、地球の大気全体が1秒間に得るエネルギーの量が174ペタジュールということになる。これは、クラカタウ火山の噴火で放出されたと推定されるエネルギーの量（150ペタジュール）に並ぶ大きさである。

### 失うエネルギー

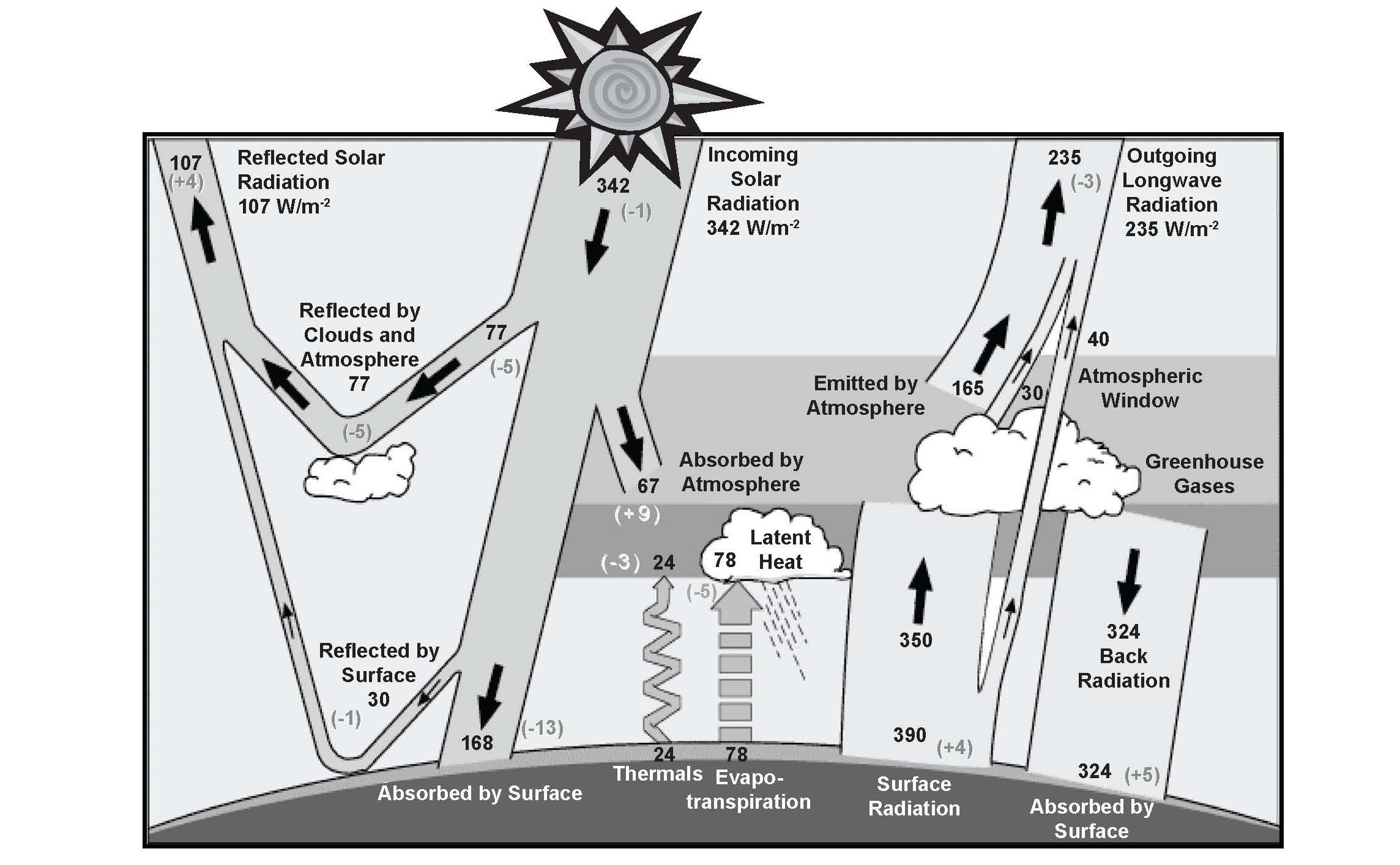
地球のエネルギー収支の詳細な図(EOSPSOによる。PD USGov)
本文と図の違い:
注1.大気と地球表面から反射されるエネルギーは1つにまとめて扱っている。
注2.大気と雲に吸収されるエネルギーは1つにまとめて扱っている。
注3.図では、大気や地表がもともと持っているエネルギーを考慮しているため、再放射以降のエネルギーの移動量が本文より多くなっている。

地球全体のアルベド（反射率）の平均はおよそ0.3である。つまり、地球に注がれた太陽エネルギーの3割が宇宙に向けて反射されるということで、残りの7割は地球に吸収される。ただ、吸収された7割全てがその後赤外線（長波）として再び放射される。アルベド0.3というのは、季節による変動や地形・大気の状態などによる差を考慮した平均値である。その詳細は以下のとおりである（大気が得る地熱や潮汐によるエネルギーは微小なものなので省略）。また、本文と図の違いを注)で示した。
- 地球に注がれたエネルギーの30 %は反射される。
  - 6 %は大気によって反射される。注1)
  - 20 %は雲によって反射される。
  - 4 %は地球の表面（地面、水面、氷面など）によって反射される。注1)
- 残りの70 %は全て吸収される。
  - 51 %は地球の表面に吸収される。
  - 16 %は大気に吸収される。注2)
  - 3 %は雲に吸収される。注2)
- 吸収された70%はやがて再放射される。注3)
  - 大気や雲に吸収された19 %はそのまま再放射される。
  - 15 %は地球の表面から大気に放射され、やがて宇宙へ放射される。
  - 7 %は大気の移動に伴って地球の表面から大気に移り、やがて宇宙へ放射される。
  - 23 %は水の蒸発によって潜熱として地球の表面から大気や雲に移り、やがて宇宙へ放射される。
  - 6 %は地球の表面から放射される。

## エネルギー収支と地球の気候
前述の「失うエネルギー」とは、地球の大気が得たエネルギーが長い時間をかけて必ず宇宙へ放射されることを前提としており、「失うエネルギー」から除いた地熱や潮汐によるエネルギーもやがて宇宙へ放射されるため、結局は収支は0となる。
大気が「得るエネルギー」が「失うエネルギー」を上回れば、エネルギーのうち熱に変わる量も相対的に増えて、地表付近の気温や海面温度の上昇という形で現れることとなる。逆に、「得るエネルギー」が「失うエネルギー」を下回れば、同様にエネルギーのうち熱に変わる量が相対的に減り、温度が低下すると考えられる。このような収支バランスの崩れは「放射強制力」という言葉で定義される。得るエネルギーが失うエネルギーを上回れば正(+)、逆の場合は負(-)の放射強制力が働いていると表現される。
長い地球の歴史でみれば、「得るエネルギー」の変化をもたらす原因としては、太陽活動の変化が最も大きい。過去には太陽活動の大規模な変化があり気候の変化をもたらしたことがあると考えられている。近年の地球温暖化の原因は人為的な要因によって放射強制力が変化し、地球のエネルギー収支の均衡が崩れたのが大きな原因とされる。11年周期での太陽活動の変化は微小なものであり、その影響は人為的要因に比して数％程度しか無いとされる（AR4）。
「失うエネルギー」の変化をもたらすのは、アルベドの変化が大きい。氷はアルベドが大きいので、氷床面積が広くなるとその分反射する（失う）エネルギーが増えることになる。従って地球のエネルギー収支の均衡は不安定解を持つ。すなわち、ある程度以上平均気温が下がると氷床が拡大して失う（反射する）エネルギーが増大して更に気温が下がり、下がった気温が更なる氷床の拡大につながると言う正帰還により、全地球が氷床に覆われるまで気温が下がり続けると言うのが全球凍結仮説の根拠である。逆にある程度以上平均気温が上がると、氷床の減少→反射するエネルギーの減少→気温の上昇→氷床の減少として気温上昇を加速度的に増幅すると考えられている。
温室効果は、温室効果ガスが熱に変わりやすい赤外線などの電磁波を吸収して大気や地球表面が得たエネルギーをより長く環境中に留めるように働き、平衡状態における大気や地球表面の平均温度が上昇することを指す。温室効果ガスが増加すると、一時的に放射の量が減少し、大気や地球表面の温度が上昇し、放射が再び増えることで安定する（放射強制力の項を参照）。
石油や石炭、木材などの化石燃料の燃焼や、陸地の土地利用・海面の状態の変化（砂漠化や海氷面積の減少など）などの人為的原因も、エネルギー収支の総量に影響する。IPCCの調査（リンク）によれば、2000年のエネルギー収支の総量は、1750年に比べて約2.4 W m-2（太陽放射により地球の大気が得るエネルギーの1%弱に当たる）増加したとされる。人為的な影響の中では特に二酸化炭素やメタンなどの影響が大きいとされている（地球温暖化の原因参照）。